# Flugplatz Bex

i7
i11
i13

Flugplatz Bex 1971

Der Flugplatz Bex (ICAO-Code LSGB) ist ein privater Flugplatz in Bex im Kanton Waadt in der Schweiz. 

## Lage
Der Flugplatz liegt in unmittelbarer Nähe zur A9 auf dem Gemeindegebiet von Bex, etwa 2,5 km nordwestlich des Dorfzentrums von Bex und knapp 7 km südlich des Bezirkshauptorts Aigle. Naturräumlich liegt der Flugplatz im von der Rhone durchflossenen schweizerischen Teil des Chablais.

## Flugbetrieb
Der Flugplatz wird durch die Firma Aerobex betrieben. Am Flugplatz Bex findet Flugbetrieb mit Segelflugzeugen, Motorseglern, Ultraleichtflugzeugen, Motorflugzeugen und Hubschraubern sowie Fallschirmsprungbetrieb statt. Der Start von Segelflugzeugen erfolgt per Flugzeugschlepp. Der Flugplatz verfügt über eine 700 m lange Start- und Landebahn aus Gras. Nicht am Platz stationierte Flugzeuge benötigen eine Genehmigung des Platzhalters (PPR), um in Bex landen zu können. Der Flugplatz verfügt über eine Tankstelle für AvGas und Jet A1. Am Flugplatz sind mehrere Vereine für Segelflug, Motorflug und Fallschirmspringen beheimatet.

## Geschichte

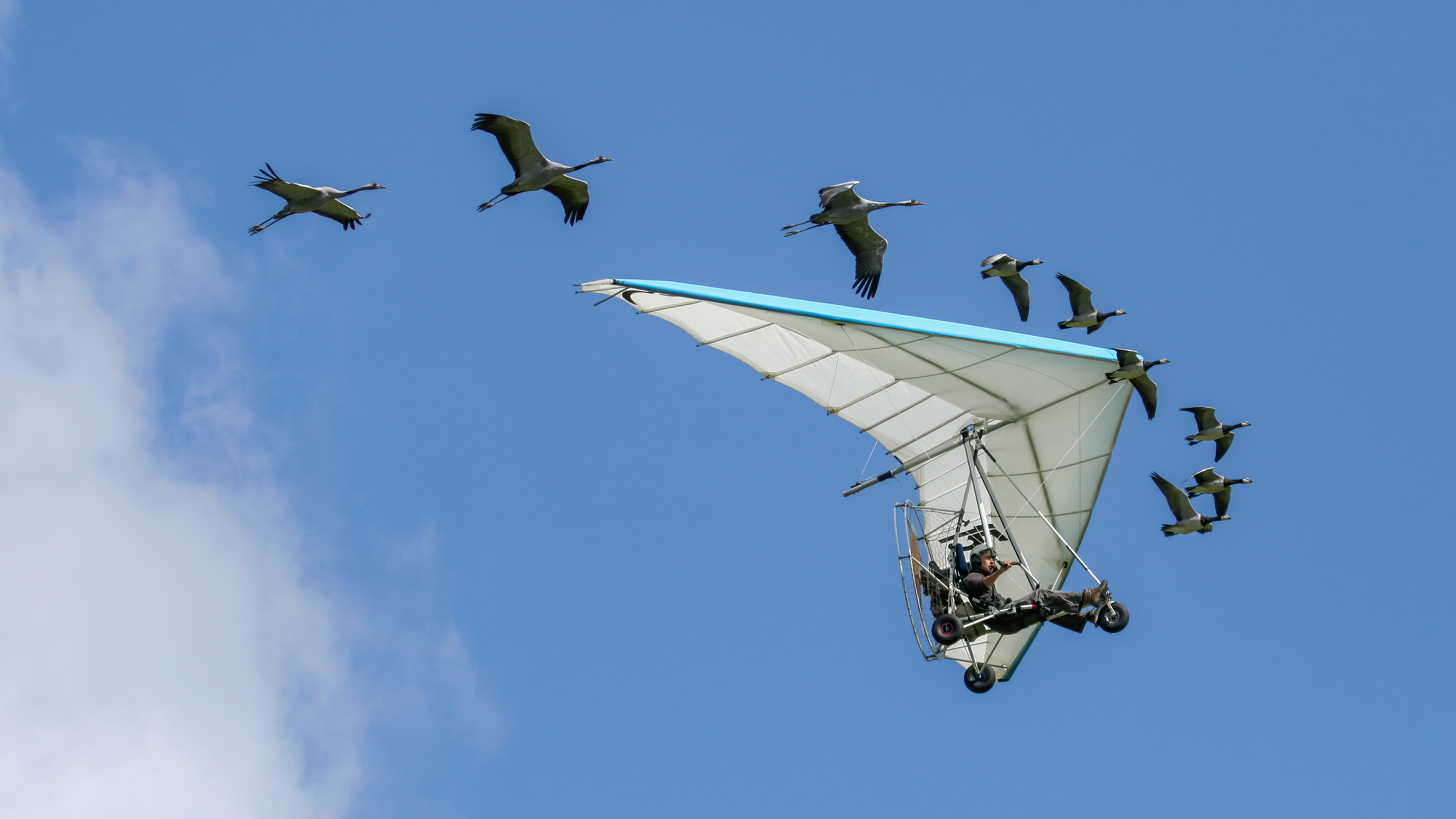
Gänse und Kraniche fliegen am 2. September 2007 mit Christian Moullec, der sie aufgezogen hat, im Trike bei der Flugshow auf dem Flugplatz Bex

Der Flugplatz Bex wurde am 23. April 1925 als Militärflugplatz genehmigt. Der militärische Flugbetrieb wurde am 31. Mai 1935 eingestellt. Am 11. Juli 1948 wurde das erste zivile Luftfahrzeug fest am Flugplatz Bex stationiert.
Der Flugplatz von Bex wurde schweizbekannt durch die Flugmeetings. Schon bei der ersten Durchführung 1976 war die Spitfire MH434 von Ray Hanna zu sehen und mehrfach wurde der Harrier und einmal auch ein Jumbo Jet in Bex vorgeflogen. Bei der letzten grossen Show 2007 waren die Red Arrows und die Patrouille de France (zum zweiten Mal nach 1985) vor 40’000 Zuschauern in Bex geflogen, nebst Patrouille Suisse, Jet-Vorführungen und den obligaten Oldtimern.